# Съветски мемориал в парк „Трептов“
Съветският мемориал в парк „Трептов“ (на немски: Sowjetisches Ehrenmal im Treptower Park) е паметник и военно гробище в парка „Трептов“ в Берлин. Този паметник е посветен на всички бойци на Червената армия, паднали през Втората световна война.
Издигнат през май 1949 г., той е построен по инициатива на Съветската армия и е дело на художници от СССР.
Мемориалът в парк „Трептов“ съдържа и гробовете на 4800 съветски войници, загинали в последните дни на битката за Берлин през май 1945 г.
10,7 милиона войници от Червената армия загиват във Втората световна война.
След Втората световна война Червената армия създава три мемориални обекта в Берлин. Превземането на града коствало живота на 20 000 съветски войници. Тези паметници не са само възпоменания на триумфа срещу националсоциализма, но са предимно гробни места за войници и следователно военни гробища, предмет на Женевските конвенции. Гробището в парк „Трептов“ е най-важното от трите. Другите два са Мемориалът Шьонхолцер Хайде и Мемориалът Тиргартен. Друг, по-скромен паметник, Съветският мемориал Берлин-Бух, е построен между 1947 и 1948 година.

## История на строителството
Изграждането на паметника е било предмет на конкурс, организиран от Съветската окупационна армия. Подадени са петдесет и два проекта. Парк „Трептов“ преди това е бил спортна площадка и детска площадка. Това е проект на асоциация на художници, който в 1946 г. е избран. Архитектът Яков Белополски, скулпторът Евгений Викторович Вучетич, художникът Александър Гропенко и инженерът Сара Валериус участват в изграждането на мемориала в парк „Трептов“, чиято работа приключва през май 1949 г. Иван Одарченко е избран за модел, който да позира на скулптора.
Мраморът и камъните, използвани за строителството, са дошли предимно от новата канцелария (фюрербункер), поискана от Адолф Хитлер, открита през 1938 г. и разрушена през 1945 г.
Статуята на войника от Червената армия е реставрирана през октомври 2003 г. от компания от Рюген (Мекленбург-Западна Померания) и докарана обратно в Берлин с кораб. На 4 май 2004 г. статуята е отново поставена на фундамента си.

## Описание
Идвайки от алеята на Пушкин, минаваме под голяма гранитна врата. Текстове върху барелефи, написани на немски и руски език, почитат героите: Ewiger Ruhm den Helden, die für Freiheit und Unabhängigkeit der sozialistischen Heimat gefallen sind (което означава: „Вечна слава на героите, паднали за свободата и независимостта на социалистическата родина“).
Следва преден двор с триметрова статуя. Това е статуя на „Родината майка“ (Mutter Heimat). Представлява жена, оплакваща детето си, загинало за Отечеството.
Гробището започва от това място. Простира се зад две гигантски спуснати знамена, изработени от червен гранит, пазени от коленичили войници. Този отляво е стар, този отдясно е по-млад. Въоръжени, те отдават почит на своите другари и пазят гробовете им.
Два реда от по осем саркофага представляват шестнадесетте републики, които тогава са съставлявали Съветския съюз. Барелефите върху саркофазите изобразяват войните, водени от съветския народ. Има и цитати от Йосиф Сталин, отдясно на руски, а отляво на немски.
В края на оста стои бронзова статуя на войник от Червената армия, дело на скулптора Евгений Вучетич, носещ дете на едната ръка, насочил меча си към земята и стъпкващ с крак счупена свастика.
Детето символизира невинните хора, които могат да се надяват на по-добро бъдеще в обятията на спасителя. Под статуята има достъпен купол, където се вижда мозайка.
Паметникът е крайната точка на комплекс с обща площ от 10 хектара.